# New Tricks
New Tricks é uma série de televisão britânica de 2003 criada por Nigel McCrery e Roy Mitchell para a BBC One. A série sofreu várias críticas ao longo dos anos quanto à qualidade de seus roteiros. Mesmo assim, ela conseguiu se tornar uma das produções mais populares do canal. No Brasil, New Tricks é exibida pelo canal Film&Arts.

## Enredo
A história acompanha a vida de uma equipe da polícia que trabalha para o departamento de crimes não resolvidos. Sob o comando da detetive Sandra Pullman, três policiais aposentados são recrutados para auxiliá-la na solução desses casos que ainda estão em aberto. Utilizando as experiências acumuladas durante anos de trabalho, combinando-as com as novas tecnologias e com a atual estrutura de atuação da polícia, esses policiais, supostamente, aprendem novos truques (daí o título) para realizar suas missões.

## Elenco
- Alun Armstrong ... Brian Lane
- James Bolam ... John 'Jack' Halford
- Amanda Redman ...  Sandra Pullman
- Dennis Waterman ... Gerry Standing
- Denis Lawson ... Steve McAndrew
- Nicholas Lyndhurst ... Dan Griffin
- Tamzin Outhwaite ... Sasha Miller